# Đường huyết

Sự biến động của đường huyết (màu đỏ) và hormone hạ đường huyết - insulin (màu xanh) ở cơ thể người trong quá trình một ngày với ba bữa ăn.

Đường huyết hay mức nồng độ đường máu hoặc đường trong máu là lượng glucose (đường) hiện diện trong máu của một người hay động vật. Cơ thể quy định lượng đường trong máu như là một phần của chuyển hóa cân bằng nội môi.
Với một số trường hợp ngoại lệ, glucose là nguồn năng lượng chính cho các tế bào trong cơ thể, và lipid máu (dưới dạng chất béo và các loại dầu) là nơi dự trữ năng lượng lớn nhất trong cơ thể, được ví như một cửa hàng năng lượng thu nhỏ. Glucose được vận chuyển từ ruột hoặc gan đến các tế bào cơ thể qua đường máu, và sẵn có cho sự hấp thụ tế bào thông qua các kích thích tố insulin, được cơ thể sản xuất chủ yếu ở tuyến tụy.
Mức đường thường thấp nhất vào buổi sáng, trước bữa ăn đầu tiên trong ngày, và tăng lên sau bữa ăn cho một hoặc hai giờ bằng một vài nồng độ mol. Lượng đường trong máu vượt ra khỏi phạm vi bình thường có thể là dấu hiệu của một bệnh. Khi mức chỉ số đường huyết cao liên tục được gọi là tăng đường huyết; ở mức thấp được gọi là hạ đường huyết. Bệnh đái tháo đường được đặc trưng bởi tăng đường huyết dai dẳng do nhiều nguyên nhân, và là căn bệnh đặc trưng cho sự rối loạn đường huyết trong cơ thể. Hấp thu cồn từ bia rượu ban đầu gây ra cơn tăng đường trong máu, nhưng sau đó có xu hướng giảm. Ngoài ra, một số loại thuốc có thể làm tăng hoặc làm giảm lượng glucose huyết.